# Асплугас-да-Льобрегат
Асплу́гас-да-Любрага́т (кат. Esplugues de Llobregat, вимова літературною каталанською [əsp'łuɣəs də ʎubɾə'ɣat]) — муніципалітет, розташований в Автономній області Каталонія, в Іспанії. Код муніципалітету за номенклатурою Інституту статистики Каталонії — 80771. Знаходиться у районі (кумарці) Баш-Любрагат (коди району — 11 та BT) провінції Барселона, згідно з новою адміністративною реформою перебуватиме у складі баґарії (округи) Барселона. За кількістю населення у 2007 р. місто займало 24 місце серед муніципалітетів Каталонії.

## Назва муніципалітету
Назва муніципалітету походить від кат. espluga — «печера». Слово Llobregat (назва річки) походить від лат. Rubricatu, що, можливо, у свою чергу походить з баскійської мови.

## Населення
Населення міста (у 2007 р.) становить 46.286 осіб (з них менше 14 років — 13,2%, від 15 до 64 — 70,6%, понад 65 років — 16,3%). У 2006 р. народжуваність склала 424 особи, смертність — 331 особа, зареєстровано 118 шлюбів. У 2001 р. активне населення становило 23.014 осіб, з них безробітних — 2.341 особа.

Серед осіб, які проживали на території міста у 2001 р., 26.096 народилися в Каталонії (з них 8.040 осіб у тому самому районі, або кумарці), 16.604 особи приїхали з інших областей Іспанії, а 2.427 осіб приїхало з-за кордону. 

Вищу освіту має 13,3% усього населення. 

У 2001 р. нараховувалося 15.575 домогосподарств (з них 15,3% складалися з однієї особи, 26,4% з двох осіб,24,9% з 3 осіб, 24,6% з 4 осіб, 6,7% з 5 осіб, 1,4% з 6 осіб, 0,4% з 7 осіб, 0,1% з 8 осіб і 0,1% з 9 і більше осіб).

Активне населення міста у 2001 р. працювало у таких сферах діяльності : у сільському господарстві — 0,4%, у промисловості — 26,2%, на будівництві — 8,8% і у сфері обслуговування — 64,5%. 

 У муніципалітеті або у власному районі (кумарці) працює 15.361 особа, поза районом — 15.957 осіб.

### Доходи населення
У 2002 р. доходи населення розподілялися таким чином :
| \| Доходи населення за статтями доходів \| Доходи населення за статтями доходів \| Доходи населення за статтями доходів \| \| Рік \| 2002 р. \| 2001 р. \| \| ------------------------------------ \| ------------------------------------ \| ------------------------------------ \| \| Заробітна платня \| 62% \| 64,2% \| \| Доходи від ведення бізнесу \| 24,2% \| 22,8% \| \| Соціальна допомога \| 13,9% \| 13,1% \| |         |         |
| Доходи населення за статтями доходів |         |         |
| Рік | 2002 р. | 2001 р. |
| Заробітна платня | 62%     | 64,2%   |
| Доходи від ведення бізнесу | 24,2%   | 22,8%   |
| Соціальна допомога | 13,9%   | 13,1%   |

### Безробіття
У 2007 р. нараховувалося 1.488 безробітних (у 2006 р. — 1.610 безробітних), з них чоловіки становили 40,4%, а жінки — 59,6%.

## Економіка
У 1996 р. валовий внутрішній продукт розподілявся по сферах діяльності таким чином :
| \| Валовий внутрішній продукт \| Валовий внутрішній продукт \| Валовий внутрішній продукт \| \| Рік \| 1996 р. \| 1991 р. \| \| -------------------------- \| -------------------------- \| -------------------------- \| \| Сільське господарство \| 0% \| 0% \| \| Промисловість \| 38,1% \| 0% \| \| Будівництво \| 5,8% \| 0% \| \| Послуги \| 56,1% \| 0% \| |         |         |
| Валовий внутрішній продукт |         |         |
| Рік | 1996 р. | 1991 р. |
| Сільське господарство | 0%      | 0%      |
| Промисловість | 38,1%   | 0%      |
| Будівництво | 5,8%    | 0%      |
| Послуги | 56,1%   | 0%      |

### Підприємства міста

#### Промислові підприємства
| \| Промислові підприємства міста, за сферою діяльності \| Промислові підприємства міста, за сферою діяльності \| Промислові підприємства міста, за сферою діяльності \| \| Рік \| 2002 р. \| 2001 р. \| \| --------------------------------------------------- \| --------------------------------------------------- \| --------------------------------------------------- \| \| Енергетичні та водні ресурси \| 0,2% \| 0,2% \| \| Хімія та метали \| 5,4% \| 5,8% \| \| Переробка металів \| 42,9% \| 42,2% \| \| Продукти харчування \| 1,7% \| 1,5% \| \| Текстиль \| 15,1% \| 15,1% \| \| Виробництво меблів, видання \| 25,9% \| 26,7% \| \| Інше \| 8,8% \| 8,6% \| \| Усього підприємств \| 464 \| 465 \| |         |         |
| Промислові підприємства міста, за сферою діяльності |         |         |
| Рік | 2002 р. | 2001 р. |
| Енергетичні та водні ресурси | 0,2%    | 0,2%    |
| Хімія та метали | 5,4%    | 5,8%    |
| Переробка металів | 42,9%   | 42,2%   |
| Продукти харчування | 1,7%    | 1,5%    |
| Текстиль | 15,1%   | 15,1%   |
| Виробництво меблів, видання | 25,9%   | 26,7%   |
| Інше | 8,8%    | 8,6%    |
| Усього підприємств | 464     | 465     |

#### Роздрібна торгівля
| \| Підприємства роздрібної торгівлі міста, за сферою діяльності \| Підприємства роздрібної торгівлі міста, за сферою діяльності \| Підприємства роздрібної торгівлі міста, за сферою діяльності \| \| Рік \| 2002 р. \| 2001 р. \| \| ------------------------------------------------------------ \| ------------------------------------------------------------ \| ------------------------------------------------------------ \| \| Продукти харчування \| 35,6% \| 36,1% \| \| Одяг та взуття \| 18,6% \| 17,2% \| \| Товари для дому \| 13,6% \| 13,5% \| \| Книги та періодичні видання \| 3,9% \| 4,1% \| \| Промислова хімічна продукція \| 7,5% \| 7,8% \| \| Продукція, пов'язана з транспортними засобами \| 5,5% \| 6,1% \| \| Інше \| 15,2% \| 15,1% \| \| Усього підприємств \| 623 \| 628 \| |         |         |
| Підприємства роздрібної торгівлі міста, за сферою діяльності |         |         |
| Рік | 2002 р. | 2001 р. |
| Продукти харчування | 35,6%   | 36,1%   |
| Одяг та взуття | 18,6%   | 17,2%   |
| Товари для дому | 13,6%   | 13,5%   |
| Книги та періодичні видання | 3,9%    | 4,1%    |
| Промислова хімічна продукція | 7,5%    | 7,8%    |
| Продукція, пов'язана з транспортними засобами | 5,5%    | 6,1%    |
| Інше | 15,2%   | 15,1%   |
| Усього підприємств | 623     | 628     |

#### Сфера послуг
| \| Підприємства міста, що працюють у сфері послуг, за діяльністю \| Підприємства міста, що працюють у сфері послуг, за діяльністю \| Підприємства міста, що працюють у сфері послуг, за діяльністю \| \| Рік \| 2002 р. \| 2001 р. \| \| ------------------------------------------------------------- \| ------------------------------------------------------------- \| ------------------------------------------------------------- \| \| Гуртова торгівля \| 14,3% \| 14,9% \| \| Готелі та готельний бізнес \| 14,2% \| 14,8% \| \| Транспорт та зв'язок \| 28,3% \| 28,8% \| \| Посередницькі фінансові послуги \| 3,1% \| 3,2% \| \| Послуги підприємствам \| 10,2% \| 9,8% \| \| Послуги фізичним особам \| 21,3% \| 21,1% \| \| Нерухомість та ін. \| 8,6% \| 7,4% \| \| Усього підприємств \| 1.574 \| 1.580 \| |         |         |
| Підприємства міста, що працюють у сфері послуг, за діяльністю |         |         |
| Рік | 2002 р. | 2001 р. |
| Гуртова торгівля | 14,3%   | 14,9%   |
| Готелі та готельний бізнес | 14,2%   | 14,8%   |
| Транспорт та зв'язок | 28,3%   | 28,8%   |
| Посередницькі фінансові послуги | 3,1%    | 3,2%    |
| Послуги підприємствам | 10,2%   | 9,8%    |
| Послуги фізичним особам | 21,3%   | 21,1%   |
| Нерухомість та ін. | 8,6%    | 7,4%    |
| Усього підприємств | 1.574   | 1.580   |

## Житловий фонд
У 2001 р. 17,4% усіх родин (домогосподарств) мали житло метражем до 59 м², 54,2% — від 60 до 89 м², 22,1% — від 90 до 119 м² і
6,3% — понад 120 м².

З усіх будівель у 2001 р. 25,7% було одноповерховими, 19,8% — двоповерховими, 11,8
% — триповерховими, 5,8% — чотириповерховими, 16% — п'ятиповерховими, 9% — шестиповерховими,
9,8% — семиповерховими, 2,1% — з вісьмома та більше поверхами.

## Автопарк
| \| Автомобілі, зареєстровані у місті, за призначенням \| Автомобілі, зареєстровані у місті, за призначенням \| Автомобілі, зареєстровані у місті, за призначенням \| \| Рік \| 2006 р. \| 2005 р. \| \| -------------------------------------------------- \| -------------------------------------------------- \| -------------------------------------------------- \| \| Приватні автомобілі \| 71% \| 71,7% \| \| Мотоцикли \| 14,4% \| 13,9% \| \| Вантажівки \| 12,1% \| 12,2% \| \| Трактори \| 0,6% \| 0,4% \| \| Автобуси та ін. \| 1,9% \| 1,8% \| \| Усього автомобілів \| 29.284 шт. \| 28.055 шт. \| |            |            |
| Автомобілі, зареєстровані у місті, за призначенням |            |            |
| Рік | 2006 р.    | 2005 р.    |
| Приватні автомобілі | 71%        | 71,7%      |
| Мотоцикли | 14,4%      | 13,9%      |
| Вантажівки | 12,1%      | 12,2%      |
| Трактори | 0,6%       | 0,4%       |
| Автобуси та ін. | 1,9%       | 1,8%       |
| Усього автомобілів | 29.284 шт. | 28.055 шт. |

## Вживання каталанської мови
У 2001 р. каталанську мову у місті розуміли 91,8% усього населення (у 1996 р. — 91,3%), вміли говорити нею 65,7% (у 1996 р. — 
63%), вміли читати 68,3% (у 1996 р. — 62,9%), вміли писати 42,2
% (у 1996 р. — 38,8%). Не розуміли каталанської мови 8,2%.

## Політичні уподобання
У виборах до Парламенту Каталонії у 2006 р. взяло участь 19.907 осіб (у 2003 р. — 23.223 особи). Голоси за політичні сили розподілилися таким чином:
| \| Вибори до Парламенту Каталонії \| Вибори до Парламенту Каталонії \| Вибори до Парламенту Каталонії \| \| Рік \| 2006 р. \| 2003 р. \| \| -------------------------------------- \| ------------------------------ \| ------------------------------ \| \| Конвергенція та Єднання (CiU) \| 23,4% \| 20,3% \| \| Соціалістична партія Каталонії (PSC) \| 35,5% \| 41,9% \| \| Народна партія (PP) \| 15,2% \| 16,4% \| \| Ініціатива за Каталонію — Зелені (ICV) \| 10% \| 9,1% \| \| Республіканська лівиця Каталонії (ERC) \| 8,8% \| 10,7% \| \| Громадяни — Громадянська партія (C's) \| 4,6% \| 0% \| \| Інші \| 2,5% \| 1,7% \| |         |         |
| Вибори до Парламенту Каталонії |         |         |
| Рік | 2006 р. | 2003 р. |
| Конвергенція та Єднання (CiU) | 23,4%   | 20,3%   |
| Соціалістична партія Каталонії (PSC) | 35,5%   | 41,9%   |
| Народна партія (PP) | 15,2%   | 16,4%   |
| Ініціатива за Каталонію — Зелені (ICV) | 10%     | 9,1%    |
| Республіканська лівиця Каталонії (ERC) | 8,8%    | 10,7%   |
| Громадяни — Громадянська партія (C's) | 4,6%    | 0%      |
| Інші | 2,5%    | 1,7%    |

У муніципальних виборах у 2007 р. взяло участь 17.681 особа (у 2003 р. — 22.024 особи). Голоси за політичні сили розподілилися таким чином:
| \| Муніципальні вибори \| Муніципальні вибори \| Муніципальні вибори \| \| Рік \| 2007 р. \| 2003 р. \| \| -------------------------------------- \| ------------------- \| ------------------- \| \| Конвергенція та Єднання (CiU) \| 10,5% \| 9,6% \| \| Соціалістична партія Каталонії (PSC) \| 47,2% \| 52,4% \| \| Народна партія (PP) \| 15,5% \| 15,3% \| \| Ініціатива за Каталонію — Зелені (ICV) \| 13% \| 13,8% \| \| Республіканська лівиця Каталонії (ERC) \| 7,4% \| 8,6% \| \| Громадяни — Громадянська партія (C's) \| 0% \| 0% \| \| Інші \| 6,3% \| 0,3% \| |         |         |
| Муніципальні вибори |         |         |
| Рік | 2007 р. | 2003 р. |
| Конвергенція та Єднання (CiU) | 10,5%   | 9,6%    |
| Соціалістична партія Каталонії (PSC) | 47,2%   | 52,4%   |
| Народна партія (PP) | 15,5%   | 15,3%   |
| Ініціатива за Каталонію — Зелені (ICV) | 13%     | 13,8%   |
| Республіканська лівиця Каталонії (ERC) | 7,4%    | 8,6%    |
| Громадяни — Громадянська партія (C's) | 0%      | 0%      |
| Інші | 6,3%    | 0,3%    |